# Spectralia roburella
Spectralia roburella är en skalbaggsart som först beskrevs av Knull 1941.  Spectralia roburella ingår i släktet Spectralia och familjen praktbaggar. Inga underarter finns listade i Catalogue of Life.